# The Christian Year
The Christian Year est une série de poèmes pour tous les jours de l'année pour les chrétiens, écrits par John Keble en 1827. Le livre est la source de plusieurs chants et hymnes religieux. L'œuvre entière a été extrêmement populaire au XIXe siècle.
Elle a d'abord été publiée en 1827, et devient rapidement très populaire. Bien que d'abord anonyme, son auteur est vite devenu connu. Après le succès de son œuvre, Keble est nommé en 1831 à la chaire de poésie de l'Université d'Oxford, qu'il occupe jusqu'en 1841. Ses poèmes auront une forte influence sur John Henry Newman, notamment dans sa Série sur la liturgie, dans laquelle il reprend l'idée de l'importance des sentiments dans la vie spirituelle.
Michael Wheeler, contemporain de Keble, considère The Christian Year comme « le recueil de poésie le plus populaire du XIXe siècle ». Dans son essai sur l' Esthétique et la tradition romantique, Gregory Goodwin affirme que The Christian Year est "la plus grande contribution à Keble au Mouvement d'Oxford et à la littérature anglaise". Comme preuve, Goodwin cite le rapport de Pusey selon lequel quatre-vingt-quinze éditions de ce texte de dévotion ont été imprimées du vivant de Keble, et "à la fin de l'année suivant son décès, le nombre avait surgi à cent-neuf." Au moment où le copyright a expiré en 1873, plus de 375.000 exemplaires avaient été vendus en Grande-Bretagne et 158 éditions avaient été publiées. Malgré sa popularité à l'époque victorienne, The Christian Year de Keble est vite retombée dans l'oubli au XXe siècle.